# Mount Torckler
Mount Torckler ist ein Berg im ostantarktischen Enderbyland. Er ragt 5 km südöstlich des Mount Smethurst und 42 km südwestlich des Stor Hånakken auf.
Kartiert wurde er anhand von Luftaufnahmen, die 1956 im Rahmen der Australian National Antarctic Research Expeditions entstanden. Das Antarctic Names Committee of Australia (ANCA) benannte ihn nach Raymond M. Torckler, Funker auf der Wilkes-Station im Jahr 1961.